# Iso Näätsaari
Iso Näätsaari är en ö i Finland. Den ligger i sjön Puruvesi och i kommunen Nyslott i  landskapet Södra Savolax, i den sydöstra delen av landet, 300 km nordost om huvudstaden Helsingfors. Öns area är 28 hektar och dess största längd är 1,2 kilometer i sydöst-nordvästlig riktning.